# Уэллс, Эд
Эдвин Ли Уэллс (англ. Edwin Lee Wells; 7 июня 1900, Ашленд, Огайо — 1 мая 1986, Монтгомери, Алабама) — американский бейсболист, питчер. Выступал в Главной лиге бейсбола с 1923 по 1934 год. Играл за клубы «Детройт Тайгерс», «Нью-Йорк Янкис» и «Сент-Луис Браунс».

## Биография
Эдвин Уэллс родился 7 июня 1900 года в Ашленде в штате Огайо. Один из трёх детей в семье фермера Лойала Уэллса и его супруги Элизабет. Он учился в Бетани-колледже в Западной Виргинии. Во время учёбы выступал за бейсбольную команду колледжа, проведя серию из 45 иннингов без пропущенных очков, также играл в американский футбол и баскетбол. В 1922 году Уэллс подписал контракт с клубом «Детройт Тайгерс» и в последние два года учёбы не принимал участие в матчах студенческой команды.

### Детройт Тайгерс
В 1922 году он играл в составе команды из Ладингтона в Мичигане. Сезон 1923 года Уэллс провёл в «Бирмингем Бэронс», но летом дебютировал за основной состав «Тайгерс» и сыграл в семи матчах чемпионата. В 1924 году он окончил колледж и закрепился в основном составе «Детройта». В своём первом полноценном сезоне он одержал шесть побед при восьми поражениях с пропускаемостью 4,06, в 1925 году в его активе было шесть побед и девять поражений при показателе ERA 6,18.
В сезоне 1926 года Уэллс стал лучшим в Американской лиге по числу матчей без пропущенных очков. Все четыре таких игры были сыграны им в июне, этот месяц стал лучшим в его карьере. Благодаря серии из 31 иннинга без пропущенных очков, показатель пропускаемости Уэллса по итогам чемпионата составил неплохие для 1920-х годов 4,15. В последующие годы его роль в составе «Тайгерс» стала менее заметной. В 1927 году он сыграл за клуб только восемь матчей, большую часть сезона проведя в «Бирмингеме». Чемпионат 1928 года Уэллс целиком провёл в «Бэронс».

### Нью-Йорк Янкис
Весной 1929 года Уэллс перешёл в «Нью-Йорк Янкис». На этот сезон пришлись две его лучших в карьере игры. В первой, 3 июня, он всего за 80 минут обыграл «Чикаго Уайт Сокс», позволив соперникам выбить всего два хита. Во второй, 31 августа, «Янкис» обыграли «Вашингтон Сенаторз», а Уэллс пропустил только один хит. Всего же в чемпионате 1929 года он провёл на поле 193,1 иннинга, одержав тринадцать побед при девяти поражениях с пропускаемостью 4,33.
В 1930 году Уэллс выиграл двенадцать матчей при всего трёх поражениях, в сезоне 1931 года на его счету было девять побед и пять поражений. Сезон 1932 года, в котором «Янкис» выиграли Мировую серию у «Чикаго Кабс», он провёл в роли реливера, выиграв и проиграв по три матча. В финальной серии сезона Уэллс на поле не появлялся, хотя был вместе с командой на стадионе «Ригли-филд», когда Бейб Рут выбил один из самых важных хоум-ранов в своей карьере.

### Заключительный этап карьеры
Последние два сезона карьеры в Главной лиге бейсбола Уэллс провёл в составе «Сент-Луис Браунс». В 1933 году он был одним из ведущих питчеров худшей команды лиги, одержав шесть побед при четырнадцати поражениях с пропускаемостью 4,20. В сезоне 1934 года он провёл на поле всего 92 иннинга. В следующие два года Уэллс выступал за ряд команд Лиги Тихоокеанского побережья, а последней командой в его спортивной карьере стали «Нью-Орлеан Пеликанс» из Южной ассоциации, за которых он провёл восемь игр в 1937 году.

### После бейсбола
Закончив играть, Уэллс и его супруга Энни Мэй поселились в Монтгомери в Алабаме. В браке они прожили 56 лет. Долгое время он работал дистрибьютором компании Sinclair Oil, был членом городского отделения Лайонс-клуба, пел в хоре Первой пресвитерианской церкви.
Скончался Эд Уэллс 1 мая 1986 года в возрасте 85 лет.